# Hinterleiten (Gemeinde Randegg)
Hinterleiten ist eine Ortschaft der Marktgemeinde Randegg in Niederösterreich.

## Geografie
Die Streusiedlung im Bezirk Scheibbs liegt südöstlich von Randegg und besteht aus einigen Häusergruppen und mehreren Einzellagen, die sich vom Tal der Kleinen Erlauf zum Grestner Hochkogel 821 m ü. A. erstrecken.